# Jurij Mefod'evič Solomin
Jurij Mefod'evič Solomin (in russo Юрий Мефодьевич Соломин?; Čita, 18 giugno 1935 – Mosca, 11 gennaio 2024) è stato un attore russo, fino al 1991 sovietico, fratello dell'attore Vitalij Solomin.

## Biografia
Maggiormente ricordato per aver dato volto a Vladimir Arsen'ev in Dersu Uzala - Il piccolo uomo delle grandi pianure (1975) di Akira Kurosawa, ebbe una carriera durata mezzo secolo, dai primi anni '60 fino agli anni 2000 inoltrati, nei quali prese parte a decine di pellicole cinematografiche. Venne nominato anche Artista del popolo dell'Unione Sovietica.
Morì a Mosca l'11 gennaio 2024 all'età di 88 anni..

## Filmografia parziale
- Bessonnaja noč' (Бессонная ночь), regia di Isidor Markovič Annenskij (1960)
- Muzykanty odnogo polka (Музыканты одного полка), regia di Pavel Petrovič Kadočnikov e Gennadij Sergeevič Kazanskij (1965)
- Vernost' materi (Верность матери), regia di Mark Semënovič Donskoj (1966)
- Sil'nye duchom (Сильные духом), regia di Viktor Michajlovič Georgiev (1967)
- La tenda rossa (Красная палатка / Krasnaja palatka), regia di Mikheil Kalatozishvili (1969)
- Kočujuščij front (Кочующий фронт), regia di Boris Cyretarovič Chalzanov (1972)
- Dersu Uzala - Il piccolo uomo delle grandi pianure (Dersu Uzala), regia di Akira Kurosawa (1975)
- Škol'nyj val's (Школьный вальс), regia di Pavel Grigor'evič Ljubimov (1978)
- Oroshiyakoku Suimutan(おろしや国酔夢譚), regia di Junya Sato (1992)
- Nepobedimyj (Непобедимый), regia di Oleg Pogodin (2008)

## Doppiatori italiani
- Manlio De Angelis in La tenda rossa
- Luciano De Ambrosis in Dersu Uzala - Il piccolo uomo delle grandi pianure